# 斎藤富雄 (政治家)
斎藤 富雄（さいとう とみお、1932年〈昭和7年〉3月26日 - 1991年〈平成3年〉1月31日）は、日本の政治家。新潟県新津市（現・新潟市）長（3期）。

## 来歴
新潟県中蒲原郡新津町（のち新津市を経て、新潟市）出身。1954年新潟県立新津高等学校卒。卒業後は新津市役所に入り、企画室長などを経て、1974年助役に就任する。1981年の新津市長選挙に立候補し、初当選した。1985年に再選。1989年に三選を果たした。3期目途中の1991年、病気のため死去した。